# Kanton Bolbec
Der Kanton Bolbec  ist seit 1790 ein französischer Wahlkreis im Arrondissement Le Havre, im Département Seine-Maritime in der Region Normandie; sein Hauptort ist Bolbec.

## Gemeinden
Der Kanton besteht aus 20 Gemeinden mit insgesamt 38.866 Einwohnern (Stand: 1. Januar 2022) auf einer Gesamtfläche von 158,06 km²:
| Gemeinde                   | Einwohner 1. Januar 2022 | Fläche km² | Dichte Einw./km² | Code INSEE | Postleitzahl |
| -------------------------- | ------------------------ | ---------- | ---------------- | ---------- | ------------ |
| Bernières                  | 638                      | 6,63       | 96               | 76082      | 76210        |
| Beuzeville-la-Grenier      | 1.216                    | 6,19       | 196              | 76090      | 76210        |
| Beuzevillette              | 612                      | 5,63       | 109              | 76092      | 76210        |
| Bolbec                     | 11.618                   | 12,24      | 949              | 76114      | 76210        |
| Gruchet-le-Valasse         | 3.026                    | 14,20      | 213              | 76329      | 76210        |
| Lanquetot                  | 1.147                    | 5,09       | 225              | 76382      | 76210        |
| La Trinité-du-Mont         | 917                      | 2,06       | 445              | 76712      | 76170        |
| Lillebonne                 | 8.708                    | 14,66      | 594              | 76384      | 76170        |
| Mélamare                   | 932                      | 6,35       | 147              | 76421      | 76170        |
| Mirville                   | 354                      | 5,42       | 65               | 76439      | 76210        |
| Nointot                    | 1.369                    | 6,00       | 228              | 76468      | 76210        |
| Parc-d’Anxtot              | 579                      | 5,83       | 99               | 76494      | 76210        |
| Raffetot                   | 502                      | 6,85       | 73               | 76518      | 76210        |
| Rouville                   | 612                      | 9,55       | 64               | 76543      | 76210        |
| Saint-Antoine-la-Forêt     | 1.101                    | 6,44       | 171              | 76556      | 76170        |
| Saint-Eustache-la-Forêt    | 1.213                    | 6,59       | 184              | 76576      | 76210        |
| Saint-Jean-de-Folleville   | 798                      | 13,73      | 58               | 76592      | 76170        |
| Saint-Jean-de-la-Neuville  | 664                      | 7,93       | 84               | 76593      | 76210        |
| Saint-Nicolas-de-la-Taille | 1.634                    | 9,25       | 177              | 76627      | 76170        |
| Tancarville                | 1.226                    | 7,42       | 165              | 76684      | 76430        |
| Kanton Bolbec              | 38.866                   | 158,06     | 246              | 7603       | –            |

Bis zur Neuordnung bestand der Kanton Bolbec aus den 16 Gemeinden Bernières, Beuzeville-la-Grenier, Beuzevillette, Bolbec, Bolleville, Gruchet-le-Valasse, Lanquetot, Lintot, Mirville, Nointot, Parc-d’Anxtot, Raffetot, Rouville, Saint-Eustache-la-Forêt, Saint-Jean-de-la-Neuville und Trouville. Sein Zuschnitt entsprach einer Fläche von 126,26 km2. 

## Bevölkerungsentwicklung
| 1962   | 1968   | 1975   | 1982   | 1990   | 1999   | 2006   | 2012   |
| ------ | ------ | ------ | ------ | ------ | ------ | ------ | ------ |
| 20.298 | 20.312 | 22.024 | 23.256 | 24.298 | 24.475 | 24.277 | 25.112 |